# Acaena eupatoria
Acaena eupatoria là loài thực vật có hoa trong họ Hoa hồng. Loài này được Cham. & Schltdl. mô tả khoa học đầu tiên.